# Autodepreciação

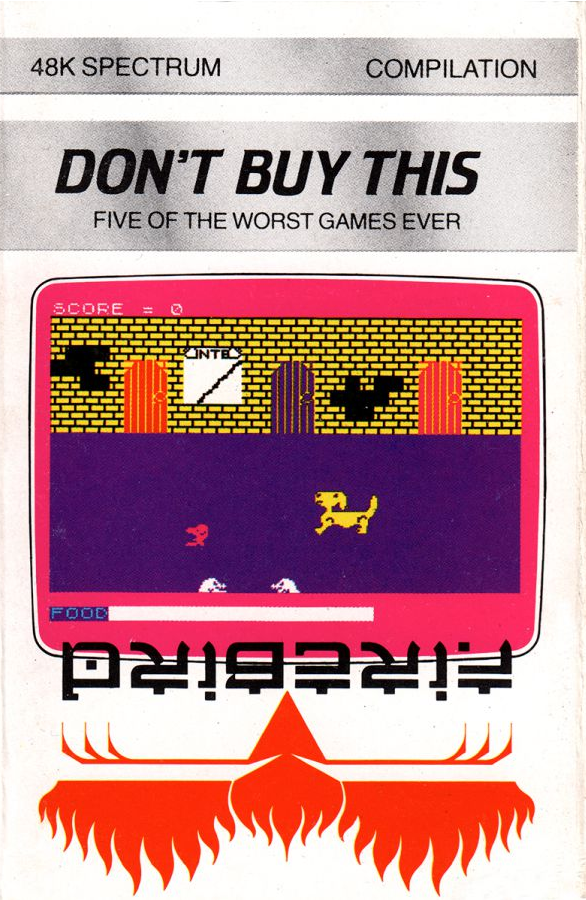
Don't Buy This é um videogame lançado na Grã-Bretanha, onde a autodepreciação é considerada virtuosa, que se autodenomina abertamente como contendo "os piores jogos de todos os tempos"

Autodepreciação é o ato de repreender, desvalorizar ou menosprezar a si mesmo, ou de ser excessivamente modesto.   Pode ser utilizada como forma de fazer reclamações, expressar modéstia, provocar reações favoráveis ou adicionar humor. Também pode servir para que a pessoa pareça mais simpática e agradável.

## Finalidades

### Autodefesa
A autodepreciação foi recomendada pelos filósofos estóicos como uma resposta aos insultos. Em vez de adotar uma postura defensiva, a pessoa deveria participar responder intensificando o insulto contra si mesma. Segundo os estóicos, isso eliminaria a dor causada pela ofensa. Além disso, poderia frustar o interlocutor, já que a pessoa não demonstraria aborrecimento diante de palavras que deveriam magoá-la, reduzindo assim a probabilidade de que ele  tentasse incomodá-la dessa forma novamente. Em geral, as pessoas preferem criticar a situação mesmas a serem criticadas por outros.
No entanto, os pesquisadores apontam que essa prática pode ter efeitos negativos no longo prazo. Pode levar o indivíduo a acreditar que não merece elogios e enfraquecer sua própria autoridade.

### Simpatia
Envolver-se em autodepreciação permite que os indivíduos pareçam mais agradáveis ao exibir suas falhas e desviar elogios. As pessoas tendem a ter impressões mais negativas de indivíduos que parecem orgulhosos e que falam positivamente sobre si mesmos. Eles são frequentemente percebidos como arrogantes, mas isso não ocorre quando alguém se descreve de forma negativa. Uma pessoa pode se autodepreciar após realizar algo com medo de que sua realização ameace o autoconceito dos outros. Pessoas com status mais elevado (ou seja, são ricas, têm muitas realizações, são fisicamente atraentes) são percebidas de forma mais positiva se se autodepreciarem destacando suas próprias falhas pessoais e minimizando seus sucessos.

### Polidez
Na cultura tradicional do inglês britânico, a autodepreciação é considerada um elemento de modéstia. A modéstia é considerada uma virtude, muitas vezes contrastada com a demonstração norte-americana de autoconfiança, muitas vezes confundida com ostentação. Isso é característico, como no Reino Unido, Irlanda, Austrália e Nova Zelândia, onde "tocar a própria trombeta" é desaprovado. No comportamento estereotipado do inglês, menosprezar a si mesmo significa parecer educado colocando outra pessoa em primeiro lugar.

### Comédia
A autodepreciação é vista como um componente importante da comédia de muitos comediantes norte-americanos, como Rodney Dangerfield, Woody Allen, Nathan Fielder, Don Knotts, e Joan Rivers.

## Nas redes sociais
Desde o surgimento das mídias sociais, o humor autodepreciativo se tornou cada vez mais popular em certas plataformas como Instagram, X e TikTok, especialmente entre a geração Z. Esse fenômeno também pode ser observado entre a geração Y que encontra satisfação na autohumilhação. Piadas autodepreciativas frequentemente mencionam sentir-se morto por dentro, ter uma doença mental ou pessoas se culpando por qualquer coisa ruim que aconteça em suas vidas. Essas postagens tendem a ser mais populares porque permitem que os usuários não se sintam sozinhos por não serem capazes de viver uma vida perfeita. De acordo com a American Psychological Association, 91% da Geração Z entre 18 e 21 anos no último mês experimentaram pelo menos um sintoma físico ou emocional devido ao estresse. Essa estatística é a maior taxa já registrada, demonstrando o aumento de problemas de saúde mental que a Geração Z vivencia. Em troca, os usuários recorrem a memes autodepreciativos nas mídias sociais para lidar com a situação.
As mídias sociais podem ser públicas, mas também pessoais, e possuem normas que a maioria dos usuários segue para evitar críticas. Esse tipo de piada autodepreciativa pode fazer com que as pessoas se sintam livres da pressão de precisar parecer perfeitas. Elas permitem que os usuários exibam suas características ou hábitos menos desejáveis, evitando sentimentos de constrangimento.
A ostentação nas redes sociais, assim como na vida real, costuma ser percebida de forma negativa e é outro motivo pelo qual os usuários gravitam em direção à autodepreciação para parecerem mais simpáticos. As pessoas também tendem a gostar mais de alguém se informações positivas sobre elas forem apresentadas por terceiros, em vez de por si mesmas, mesmo que sejam as mesmas informações. Além disso, o uso de hashtags autodepreciativas permite que os indivíduos sejam percebidos como menos arrogantes e mais bem-humorados.